# Saison 2004-2005 de l'Élan sportif chalonnais
Saison 2004-2005 de l'Élan chalon en Pro A, avec une cinquième place pour sa neuvième saison dans l'élite. 

## Effectifs
| Nationalité | Joueur           | Taille |
| ----------- | ---------------- | ------ |
|             | Stanley Jackson  | 1,94 m |
|             | Thabo Sefolosha  | 1,99 m |
|             | Uri Cohen-Mintz  | 2,05 m |
|             | Dejan Jovanovski | 1,98 m |
|             | John Best        | 2,03 m |
|             | Willem Laure     | 2,02 m |
|             | Corey Crowder    | 1,95 m |
|             | Mickael Mokongo  | 1,78 m |
|             | Arthur Lee       | 1,85 m |
|             | Stéphane Dondon  | 2,02 m |
|             | Kris Morlende    | 1,81 m |

| Nationalité | Joueur           | Taille |
| ----------- | ---------------- | ------ |
|             | Philippe Braud   | 1,93 m |
|             | Sergo Atuashvili | 2,22 m |
|             | Hugues Jannel    | 2,08 m |

| Nationalité | Joueur                 | Taille |
| ----------- | ---------------------- | ------ |
|             | Spencer Ross (coupé)   | 1,80 m |
|             | Garth Joseph (pigiste) | 2,18 m |

## Matchs

### Matchs amicaux
Avant saison

### Championnat

#### Matchs aller
- Chalon-sur-Saône / Lyon-Villeurbanne : 81–75
- Strasbourg / Chalon-sur-Saône : 79-71
- Chalon-sur-Saône / Roanne : 82–85
- Reims / Chalon-sur-Saône : 82–88
- Chalon-sur-Saône / Le Mans  : 71–61
- Le Havre / Chalon-sur-Saône : 61–67
- Chalon-sur-Saône / Bourg-en-Bresse : 80–69
- Dijon / Chalon-sur-Saône : 93–86
- Chalon-sur-Saône / Nancy : 88–86
- Vichy / Chalon-sur-Saône : 91–92
- Chalon-sur-Saône / Paris : 49–58
- Pau-Orthez / Chalon-sur-Saône : 82–90
- Chalon-sur-Saône / Hyères-Toulon : 90–54
- Chalon-sur-Saône / Châlons-en-Champagne : 89–58
- Gravelines Dunkerque / Chalon-sur-Saône : 90–85
- Chalon-sur-Saône / Clermont-Ferrand : 83–51
- Cholet / Chalon-sur-Saône : 80–72

#### Matchs retour
- Chalon-sur-Saône / Strasbourg : 83–71
- Roanne / Chalon-sur-Saône : 70–96
- Chalon-sur-Saône / Reims : 102–75
- Le Mans / Chalon-sur-Saône : 82–67
- Chalon-sur-Saône / Le Havre : 87–82
- Bourg-en-Bresse / Chalon-sur-Saône : 67–86
- Chalon-sur-Saône / Dijon : 87–76
- Nancy / Chalon-sur-Saône : 79–71
- Chalon-sur-Saône / Vichy : 93–68
- Paris / Chalon/-sur-Saône : 62–57
- Chalon-sur-Saône / Pau-Orthez : 84–77
- Hyères-Toulon / Chalon-sur-Saône : 82–71
- Châlons-en-Champagne / Chalon-sur-Saône : 77–73
- Chalon-sur-Saône / Gravelines-Dunkerque : 82–75
- Clermont-Ferrand / Chalon-sur-Saône : 58–50
- Chalon-sur-Saône / Cholet : 71–63
- Lyon-Villeurbanne / Chalon-sur-Saône : 87–84

Extrait du classement de Pro A 2004-2005